# HD 45415
HD 45415，又名BD+02 1237，SAO 113906、HR 2333，是一颗恒星，视星等为5.55，位于銀經207.59，銀緯-4.02，其B1900.0坐标为赤經6h 22m 6.6s，赤緯+2° -4.02′ 4″。